# Elizabeth Shimek-Moeggenberg
Elizabeth Moeggenberg (née Elizabeth Ann Shimek le 25 mai 1984 à Empire dans le Michigan) est une ancienne joueuse professionnelle de basket-ball de nationalité américaine. Mesurant 1,85 m, elle évoluait au poste d’ailière.

## Biographie
Après un cursus au lycée Maple City-Glen Lake, Liz Shimek fréquenta l’université du Michigan et sortit diplômée en 2006 (general management major). À sa sortie de l’université, elle fut choisie en 18e position au deuxième tour de la draft WNBA 2006 par les Phoenix Mercury (échangée aux Comets de Houston).
Mariée à l’automne 2006 à Lucas Moeggenberg, Liz Moeggenberg commença sa carrière en Europe en signant à la fin décembre pour l’ASPTT Arras, où elle eut un grand rôle dans le maintien du club. Elle s’engagea durant l’été 2007 en faveur du Tarbes GB où, depuis, elle forme avec Kristen Mann un convaincant tandem américain.

## Clubs en carrière
| Saison    | Équipe                           | Pays       |
| 2002-2006 | Michigan State University (NCAA) | États-Unis |
| 2006      | Sky de Chicago (WNBA)            | États-Unis |
| 2007      | ASPTT Arras                      | France     |
| 2007      | Sky de Chicago (WNBA)            | États-Unis |
| 2007-2009 | Tarbes GB                        | France     |

## Palmarès

### Avec l’Équipe des États-Unis
- Championne du monde universitaire en 2005 à İzmir.